# 발해의 중앙 관제
발해의 중앙 관제는 3성과 6부를 근간으로 편성하였다. 3성(三省)은 정당성·선조성·중대성을 말하며, 6부(六部)는 충부·인부·의부·지부·예부·신부를 말한다. 국정은 3성 중 정당성을 중심으로 운영되었다. 정당성의 장관은 대내상(大內相)으로서 국정을 총괄하였고, 선조성과 중대성의 장관은 좌상(左相), 우상(右相)이었다.

## 정당성의 편성
정당성 아래에 있는 좌사정이 충·인·의 3부를, 우사정이 지·예·신 3부를 각각 나누어 관할하는 이원적인 통치체제를 구성하였다. 당나라의 제도를 수용하였지만 그 명칭과 운영은 발해의 독자성을 유지하였다. 이 외에도 관리들의 비리를 감찰하는 중정대, 서적 관리를 맡은 문적원, 중앙의 최고교육기관인 주자감 등이 있었다.

## 주요 기관
- 정당성(政堂省) : 국정을 총괄하였다. 당나라의 상서성(尙書省)에 해당한다. 대내상이 정당성의 장관이었다.
  - 좌사정(左司政)
    - 충부(忠部) : 이부, 관리의 선발과 인사관련을 업무했다.
    - 인부(仁部) : 호부, 토지와 조세 관련을 업무했다.
    - 의부(義部) : 예부, 의례, 시험, 외교를 업무했다.

  - 우사정(右司政)
    - 지부(智部) : 병부, 군사에 관련된 것을 업무했다.
    - 예부(禮部) : 형부, 형벌에 관련된 것을 업무했다.
    - 신부(信部) : 공부, 교량, 도로 수선, 공장 관련을 업무했다.
- 선조성(宣詔省) : 황제의 명령인 조칙(詔勅)을 심의하고 반박. 당나라의 문하성(門下省)에 해당한다. 좌상이 선조성의 장관이었다.
- 중대성(中臺省) : 국가의 입법 사무와 정책 수립을 관장했다. 당나라의 중서성(中書省)에 해당한다. 우상이 중대성 장관이었다.
- 중정대(中正臺) : 관리의 비리를 감찰했다. 당나라의 어사대(御史臺)에 해당한다.
- 문적원(文籍院) : 서적·비문을 관리했다. 당나라의 비서성(祕書省)에 해당한다.
- 주자감(胄子監) : 중앙의 최고 교육 기관. 당나라의 국자감(國子監)에 해당한다.

## 같이 보기
- 발해의 행정 구역
- 고려의 중앙 관제
- 신라의 중앙 관제
- 조선의 통치 기구

## 출전
- 《신당서》 권219, 〈열전〉144, [북적], 발해